# Gaston Romazzotti
Gaston Romazzotti (Molsheim, 25 luglio 1855 – Parigi, 15 settembre 1915) è stato un militare e ingegnere francese, specializzato nella costruzione navale e e fu responsabile di numerose innovazioni che portarono alla moderna progettazione dei sommergibili. Nipote di Gustave Zédé.

## Biografia
Nacque a Molsheim, nel Basso Reno, il 27 luglio 1855, figlio di Paul e di Marie Clarisse Gorsse. Allievo all'École Polytechnique dal 1 novembre 1874, opto poi per il genio marittimo di cui divenne allievo il 1 ottobre 1876. Divenne sotto ingegnere di terza classe il 21 novembre 1878. Iniziò a lavorare presso il cantiere navale di Tolone, nel sud della Francia dal 1878. A Tolone  lavorò con Henri Dupuy de Lôme e Gustave Zédé, entrambi pionieri nella progettazione di sottomarini, sul Gymnote, uno dei primi sottomarini a propulsione completamente elettrica al mondo e il primo sottomarino funzionante ad essere equipaggiato con siluri. Promosso ingegnere navale di prima classe il 29 novembre 1880.  Il 1 gennaio 1881 fu assegnato al Cantiere navale di Cherbourg, passando poi nuovamente,  il 1 gennaio 1886, a quello di Tolone. L'8 ottobre 1889 divenne ingegnere capo di seconda classe, e il 6 maggio 1890 fu insignito della Croce di Cavaliere della Legion d'onore. 
Il 1 gennaio 1892, divenne Segretario del Consiglio dei lavori della marina (nomina del 26 gennaio1891); Membro della Commissione mista dei lavori pubblici dal 1 gennaio 1894.
Dall'11 novembre 1895 in servizio presso la sotto direzione delle costruzioni navali a Tolone, il 20 settembre 1896 divenne ingegnere di prima classe.
Nel 1897 fu nominato direttore del  dove Zédé aveva lavorato sul Sirène, completandolo dopo la morte di Zédé e vedendolo ribattezzato Gustave Zédé in onore del defunto ingegnere. Nello stesso anno iniziò a lavorare sulla progettazione del Morse, destinato a combinare le migliori caratteristiche di entrambe le unità precedenti. 
Nell'ottobre 1896 il Ministro della marina Édouard Lockroy, aveva indetto un concorso per la progettazione per un sottomarino dotato di capacità avanzate. Esso richiedeva un'imbarcazione da 200 tonnellate di stazza con una velocità in superficie di 12 nodi e un'autonomia di 100 miglia, e una velocità in immersione di 6 nodi e un'autonomia di 10 miglia. L'armamento doveva essere basato su due siluri. 
Sui ventidue progetti presentati al concorso, tre ottennero finanziamenti per la costruzione di un esemplare.  Egli con Morse, Maxime Laubeuf con il Narval,  e Gabriel Maugan con il Farfandet. Al Morse questo seguirono nel 1900 altre due navi, il Français e l'Algérien, divenute note come classe Morse. Dal 4 novembre 1896, divenne Capo della seconda sezione (nuove costruzioni e armamenti) della Direzione delle costruzioni navali a Cherbourg.  Il 14 settembre 1900 sotto direttore delle costruzioni navali del  I arrondissement marittimo a Cherbourg.
Nel 1903 supervisionò la costruzione della classe Naïade, un insieme di 24 navi costruite in un periodo di due anni a Cherbourg.  Egli preferiva una forma a scafo singolo, in contrapposizione al sommergibile a doppio scafo ideato in Francia da Maxime Laubeuf, che portò i due uomini in conflitto. Utilizzò anche una lega di rame di sua invenzione, chiamata bronzo di Roma, che aveva lo scopo di dare allo scafo di un sottomarino maggiore flessibilità rispetto a uno scafo interamente in acciaio e che avrebbe interferito meno con l'uso di una bussola magnetica.
Fu nominato direttore del genio marittimo il 1 maggio 1905, e divenne  direttore della fonderia di Guérigny il 17 giugno dello stesso anno, avviandovi la fabbricazione di catene d'ancora in acciaio.
Il 15 novembre 1909 divenne Direttore delle costruzioni navali presso il II arrondissement marittim a Brest. Nel 1912 fu nominato Direttore centrale delle costruzioni navali presso il Ministero della marina a Parigi. Commendatore della Legion d'onore il 31 dicembre 1912.
Il 1 gennaio 1915, in piena prima guerra mondiale, divenne Ispettore generale del genio marittimo. Si spense nella sua casa nel XVI arrondissement di Parigi il 15 settembre 1915 all'età di 60 anni.